# Tropidia (Syrphidae)
Tropidia là một chi ruồi trong họ Syrphidae.

## Các loài
- Tropidia albistylum Macquart, 1847
- Tropidia calcarata Williston, 1887
- Tropidia coloradensis (Bigot, 1884)
- Tropidia fasciata Meigen, 1822
- Tropidia incana Townsend, 1895
- Tropidia mamillata Loew, 1861
- Tropidia montana Hunter, 1896
- Tropidia pygmaea Shannon, 1926
- Tropidia quadrata (Say, 1824)
- Tropidia scita (Harris, 1780)
- Tropidia tumlata (Lewis, 1973)

Danh sách này không đầy đủ, bạn cũng có thể giúp mở rộng danh sách.